# 彼得曼山脈
71°40′S 12°20′E / 71.667°S 12.333°E
彼得曼山脈（德語：Petermannketten）是南極洲的山脈，位於毛德皇后地，處於洪堡山脈以東，屬於沃爾塔特山脈的一部分，該山脈由德國探險隊發現。